# Eric Dall’Armellina
Eric Dall’Armellina (* 15. November 1959 in Oullins) ist ein ehemaliger französischer Radrennfahrer.

## Sportliche Laufbahn
Dall’Armellina war im Straßenradsport aktiv. Als Amateur erzielte er mehr als 100 Siege. Darunter waren die Erfolge im Polymultipliée lyonnaise 1978, sowie Etappensiege im Circuit de Saône-et-Loire und in der Route de France 1981.
Von 1982 bis 1985 war er Berufsfahrer, danach startete er wieder als Amateur. Er gewann Nizza–Alassio und den Grand Prix de Mauléon-Moulins 1983. Etappensiege holte er in der Tour de Corse cycliste und bei Paris–Bourges 1982, im Critérium du Dauphiné, in der Tour de Lorraine und in der Tour de Suisse 1983 sowie in der Tour d’Armorique 1984. Zweiter wurde er im Circuit du Sud-Est 1982, im Grand Prix de Wallonie 1983 und in der französischen Straßenmeisterschaft 1984 hinter Laurent Fignon.
In der Tour de France 1983 wurde Dall’Armellina 74. Die Vuelta a España 1974 beendete er nicht.  